# Galenit
Galenit (leštěnec olověný, sulfid olovnatý – PbS) je hojný minerál, který krystalizuje v krychlové soustavě. Starší český název je blejno olověné.
Krystaly bývají hojné a z mnoha nalezišť známé v pěkném vývoji, většinou narostlé a někdy značně velké. Nejčastější tvar je krychle, řidčeji osmistěny nebo spojky krychle a oktaedru, vzácněji tvoří tabulky podle.
Nejčastější je samotná krychle. Osmistěn bývá někdy protáhlý ve směru krystalografické osy tak, že nabývá vzhledu krystalu čtverečného. I jinak jsou krystaly velmi často nepravidelně vyvinuté a tvoří tzv. monstrosity, tak například podle ploch osmistěnu zploštělé, tabulkovité až lístkovité (jako krystaly klencové tabulkovité podle plochy spodové). Krystaly mají dosti často zaoblené hrany i rohy, někdy tak, že nabývají až tvarů kulovitých a vypadají jako tavené. Existují také rozleptané, připomínající buňkovité tvary. Spojky tvaru osmistěnu a krychle se někdy nazývají steinmanit.

## Vznik
Galenit se tvoří na hydrotermálních žilách pří výstupu horkých roztoků vody do vyšších vrstev zemské kůry. Často se vyskytuje s různými jinými minerály včetně fluoritu, křemene, kalcitu, barytu, sfaleritu a pyritu.

## Vlastnosti
- Patří mezi sulfidy
- Tvrdost 2,5–2,75
- Hustota 7,2–7,6 g.cm3

### Fyzikální vlastnosti

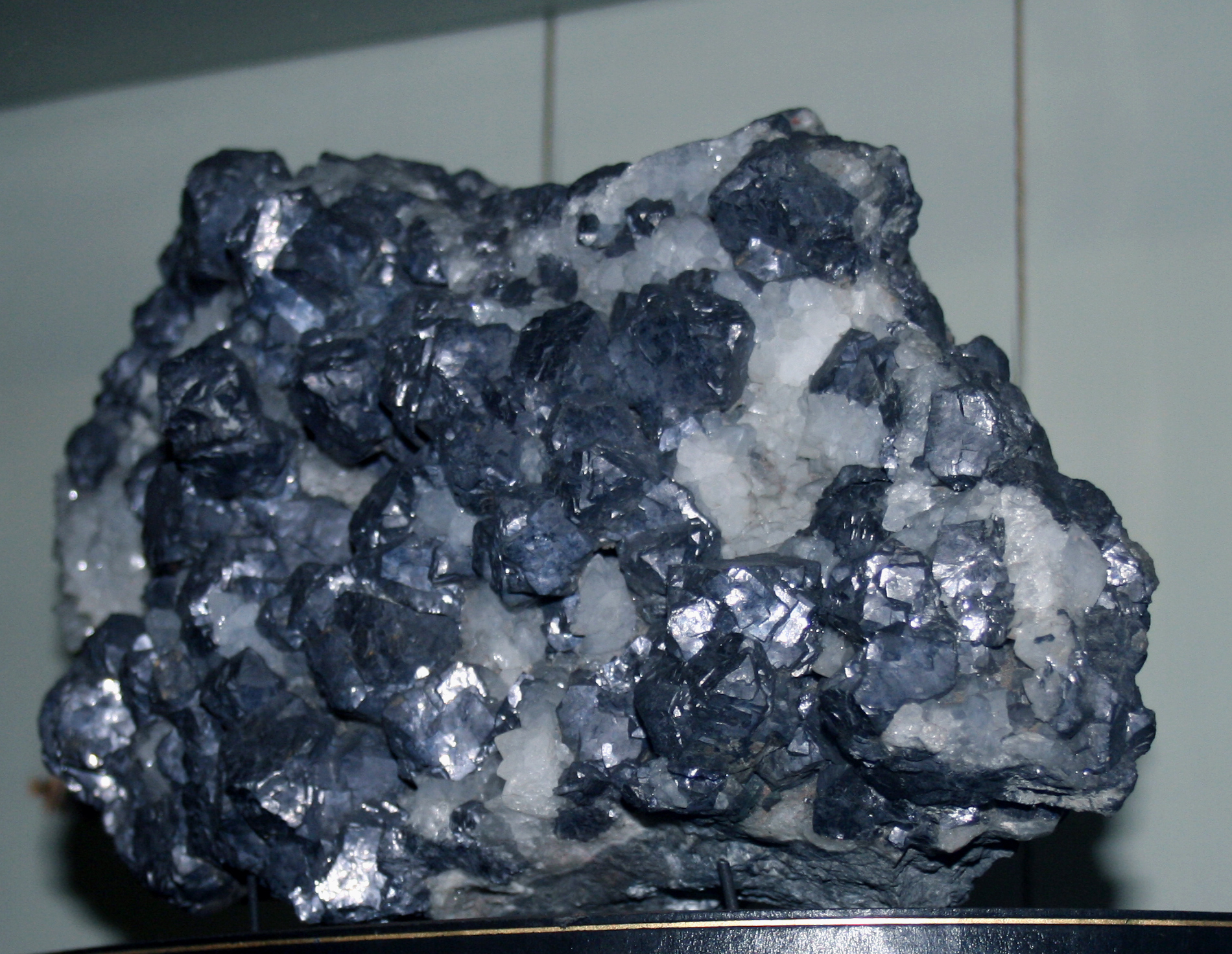
Galenit ze sbírek Národního muzea, lokalita Stříbro v západních Čechách

Barvu má ocelově šedou, tmavší než u ryzího olova. Má intenzivní kovový lesk (zejména na štěpných plochách), krystalové plochy často matně naběhlé. Vryp má šedočerný až černý a nelesklý. Štípe se dokonale podle krychle (charakteristický znak), úderem kladívka se rozpadá na drobné krychličky, vzácně je patrná štěpnost nebo dělitelnost podle. Velmi snadno se taví, bývá stříbronosný.
Nejčastěji je kusový a zrnitý, ve stébelnatých (stébla jsou krystaloví jedinci prodloužení podle čtyřčetné osy souměrnosti), celistvých, vzácněji i hroznovitých a krápníkovitých, také stromečkovitých agregátech. Tvoří pseudomorfózy hlavně po pyromorfitu a vzácně fosilizuje některé zkameněliny. Na hořících haldách tvoří někdy i značně velké kostrovitě vyvinuté krystaly. Orientovaně srůstá s cotunnitem, fosgenitem a anglesitem, pyritem, arsenopyritem, pyromorfitem.

### Chemické vlastnosti

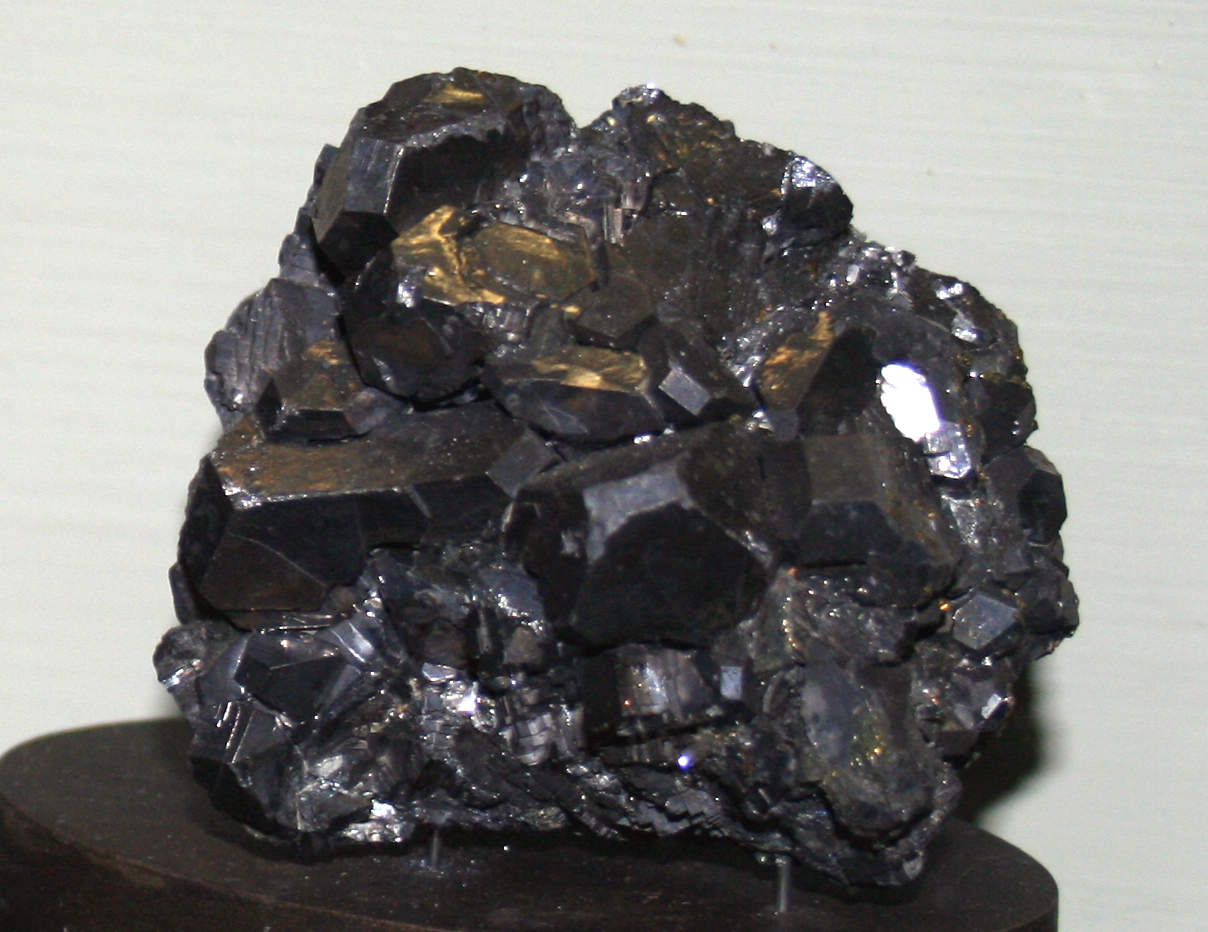
Galenit ze sbírek Národního muzea, lokalita Ratibořice

Rozkládá se v kyselině dusičné a koncentrované kyselině sírové za vylučování oxidů síry a PbSO4. Před dmuchavkou se na uhlí rozstřikuje, v jemném prášku se pokojně taví (tavitelnost 2).

### Optické vlastnosti
Dvojčatný srůst podle je častý, přičemž nejčastěji vznikají penetrační dvojčata dvou nestejně velkých jedinců; dvojčata jsou často tabulkovitá. Kusovité štěpné tvary jeví často dvojčatné rýhování, které je podmíněno lamelami.
Pro galenit jsou charakteristické spojky a v takovém vývoji, že jsou oba tvary v rovnováze a vytvářejí tzv. kubooktaedr. Také dvanáctistěn {110}, časté jsou i triaksioktaedry a také často.[ujasnit] Celkem je známo asi 33 jednoduchých tvarů.

## Využití
Je nejdůležitější a také nejhojnější rudou olova a také i stříbra. Ve svrchních částech jeho ložisek se vyskytuje mnoho produktů jeho oxidace, často velmi pěkně vykrystalizovaných, jako cerusit PbCO3, pyromorfit Pb5(PO4)3Cl, mimetesit Pb5(AsO4)3Cl, fosgenit Pb2(CO3)Cl2, méně hojněji i anglesit PbSO4. Při tom se vylučuje původní obsah stříbra a může vznikat sekundární ryzí stříbro či akantit.
Ve Starověkém Egyptě galenit nahradil malachitový prášek, který sloužil k výrobě zeleného líčidla na oči (tehdy nezbytnou součástí každodenního života egyptských žen i mužů). S galenitem se stalo módní líčení černých linek.
Ve 20. letech 20. století se jeho krystaly používaly v primitivních rozhlasových přijímačích nazývaných krystalka.

## Naleziště
V Česku byl nacházen v pěkných velkých krystalech ve Stříbře, v oktaedrech tzv. steinmanitech v Příbrami, těžen do konce 90. let v Harrachově, kde dosahoval obsah olova v žilách až 30 %, drobné dobře vyvinuté krystalky nacházeny v dutinách pelosideritů v Kladně, v úhledných ukázkách ze Staré Vožice. Zajímavé byly kostrovitě vyvinuté krystaly z hořících hald v Bečkově (u Trutnova) a nověji pak v Radvanicích (u Trutnova), kde byly nacházeny až 4 cm velké kostrovité krystaly, modravě naběhlé. Na Slovensku z Banské Štiavnice drúzy galenitu s krystaly až 5 cm velkými, někdy silně korodovanými, běžný ze Zlaté Baně. Vzhledově hezké ukázky pocházejí např. z Joplinu (Missouri, USA) a Picher (Oklahoma, USA).